# Giacomo Rezia

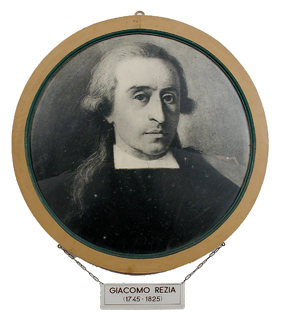
Medaglione di Giacomo Rezia conservato al Museo per la storia dell'Università di Pavia.

Giacomo Rezia (Menaggio, 9 ottobre 1745 – Bellagio, 11 febbraio 1825) è stato un anatomista italiano.

## Biografia
Giacomo Rezia nasce a Menaggio il 9 ottobre 1745. Figlio di Giacomo e di Francesca Raineri, si trova in situazione agiata, dato che il padre oltre a svolgere la professione di medico forense, possiede alcuni latifondi.

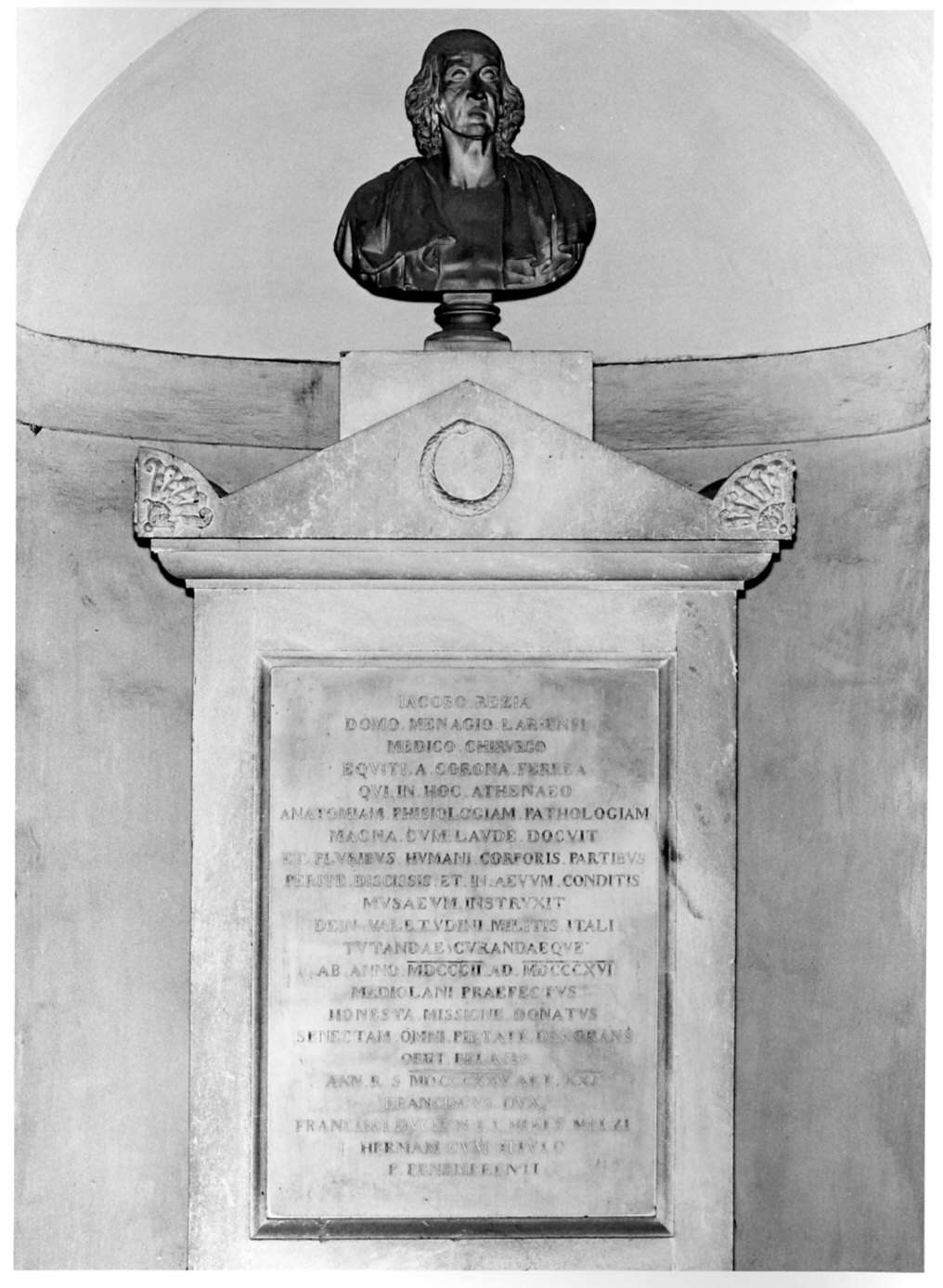
Monumento a Giacomo Rezia presso l'Università di Pavia

Viene educato agli studi classici presso la scuola dei Gesuiti a Como. Successivamente, passa a studi di Medicina e Chirurgia presso l'Università degli Studi di Pavia e consegue la laurea nel 1769. Durante gli studi, diviene allievo dell'illustre docente di Anatomia, Chirurgia e di Materia Medica Pietro Moscati, il quale lo raccomanda presso l'ospedale San Matteo per approfondire i suoi studi di anatomia.
Nel 1772 Moscati viene trasferito a Milano e il suo ruolo presso la cattedra di Anatomia e Istituzioni Chirurgiche viene occupato da Rezia. Egli si trova dunque a ricoprire una delle posizioni di maggior rilievo presso l'Università di Pavia e questo lo porta a qualche scontro con i colleghi più anziani, restii ad accettarlo a causa della sua giovane età.
Una volta giunto alla cattedra, si rivela un insegnante di mirabile maestria e scrupolosità. In particolare, le sue lezioni di anatomia suscitano un grande interesse di un numero sempre maggiore di studenti. Inoltre, si pone l'obiettivo di istituire un Museo di Anatomia per approfondire e aiutare lo studio della disciplina: inizia così una collezione di preparati anatomici.
Nel 1779 sposa Marta Loppio, di origine comasca, la quale tuttavia muore otto anni dopo lasciando il Rezia con tre figli. Poco dopo la tragedia, egli trova nuovamente moglie in Maddalena Bolzo, ma l'unione è costretta ad interrompersi in breve tempo.
Nel 1783, anno in cui giunge Antonio Scarpa presso Pavia, è costretto a lasciare la sua cattedra al nuovo arrivato, andando ad occupare quella di Fisiologia e Patologia generale. Qui, le sue lezioni divengono ancora più seguite poiché ha la possibilità di occuparsi sia dell'anatomia, sia della terapia.
Nel 1784 diviene Magnifico Rettore e riesce a ottenere nuovi fondi per l'Università, in particolare per la Biblioteca ed il Museo Anatomico, dall'Imperatore Giuseppe II.

Egli può così fondare il Museo pavese di Anatomia (predecessore dell'odierno Museo per la storia dell'Università di Pavia) e allestisce e raccoglie preparati anatomici di numerosi grandi colleghi: Antonio Scarpa, Santo Fattori, Bartolomeo Panizza. I personali preparati di Rezia pareggiano per bravura e precisione quelli di ogni altro medico presente in collezione.
Nel 1796 chiede la giubilazione e viene nominato prima Direttore poi Ispettore Generale della Sanità militare della Lombardia, compiti che assolve con la solita maestria che lo caratterizza. 
Successivamente, a Milano, Rezia svolge anche un'attività politica rilevante, come rappresentante del popolo nel Consiglio degli Juniori e in seguito in quello dei Seniori.
Una volta abbandonato ogni incarico, si trasferisce prima a Como e poi a Bellagio con l'obiettivo di trascrivere le conoscenza accumulate in anni di insegnamento e professione.
Nel 1824 i figli del Rezia vengono coinvolti in un'accusa di attività antiaustriaca. Questo lo sconvolge e lo porta a distaccarsi dagli obiettivi che si era posto in precedenza.
Passa gli ultimi anni di vita al lago e muore nella parrocchia di San Giovanni a Bellagio l'11 febbraio 1825 a causa di un colpo apoplettico.

## Attività scientifica
Abile nell'attività dell'incisione anatomica, Rezia effettua molte operazioni di questo tipo ma non arriva a pubblicare molto su quanto scoperto. Le sue opere scientifiche conosciute sono “Specimen observationum anatomicarum et pathologicarum” in cui descrive la valvola di Bauhin, i vasi linfatici e le “ghiandole conglomerate”, risalente al 1784; “De rationibus sanguinis motus per arterias” dove tratta della velocità del sangue nei vasi sanguigni, 1794; ed infine una trattazione riguardante l'uso dei muscoli ischio-cavernosi.
Partecipa inoltre della formazione di nuovi strumenti più aggiornati grazie alla collaborazione di Giuseppe Carganico, abile artigiano al quale fornisce un attrezzato laboratorio. Insieme realizzano nuovi strumenti maggiormente idonei alla pratica chirurgica che verranno in seguito adottati dall'ospedale San Matteo.

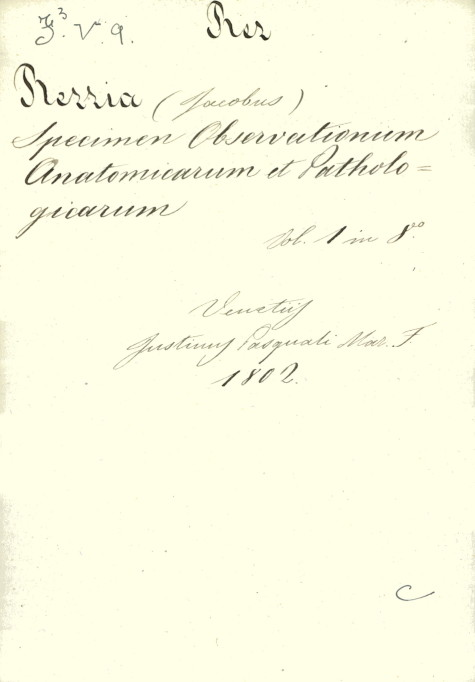
Frontespizio dell'opera "Specimen observationum anatomicarum et pathologicarum".

## Curiosità
Grazie ai meriti acquisiti nel ruolo di Ispettore Generale della Sanità militare della Lombardia, verrà insignito da Napoleone del grado di Cavaliere dell'Ordine della Corona Ferrea.
La città di Pavia dedica al Rezia la via omonima che da piazza Cavagneria porta al Lungo Ticino.
Egli è ricordato all'Università con un'erma, costituita da un cippo sopra il quale poggia il busto dell'anatomico.
Presso Bellagio è presente un monumento del Rezia con i suoi due figli.